# Yandex Fordító
A Yandex Fordító (angolul: Yandex Translate; oroszul: Яндекс Переводчик) a Yandex által működtetett online fordítószolgáltatás, amely weboldalak vagy szövegek más nyelvre történő lefordítását teszi lehetővé.
A szolgáltatás a Yandex által fejlesztett, önfejlesztő statisztikai gépi fordítórendszert használja. Ez a rendszer egyszavas fordításokat tartalmazó szótárakat állít össze, több millió lefordított szöveg elemzése alapján. A fordításhoz a számítógép először szavakat keres a saját adatbázisában, majd a forrásnyelv nyelvi modelljeihez viszonyítja az adott szöveget, hogy az adott kifejezés jelentését a szövegkörnyezet alapján értelmezni tudja.

## Története
A fordítóoldal első változata 2009-ben jelent meg a Yandex Böngészőben, hogy segítse a weboldalak automatikus fordítását. A fordító 2010 tavaszán, béta verzióban indult el, és akkor még csak három nyelvet támogatott: angolt, oroszt és ukránt, legfeljebb 10 000 karakteres szövegfordítással.
A Yandex Fordító olyan nyelveket is támogat, amelyeket a Google Fordító nem, például Oroszország nemzetiségi kisebbségeinek nyelveit.

## Támogatott nyelvek
2025 júliusában a fordítás 101 nyelven érhető el:
1. Afrikaans
2. Albán
3. Angol
4. Amhara
5. Arab
6. Azeri
7. Baszk
8. Baskír
9. Belarusz
10. Bengáli
11. Bosnyák
12. Burmai
13. Cseh
14. Csuvás
15. Dán
16. Emodzsi
17. Eszperantó
18. Észt
19. Erza
20. Finn
21. Francia
22. Galíciai
23. Gudzsaráti
24. Grúz
25. Görög
26. Haiti kreol
27. Héber
28. Hindi
29. Holland
30. Horvát
31. Indonéz
32. Ír
33. Izlandi
34. Japán
35. Jávai
36. Kannada
37. Katalán
38. Kazak
39. Khmer
40. Kínai
41. Kirgiz
42. Komi
43. Koreai
44. Latin
45. Lao
46. Lengyel
47. Lett
48. Litván
49. Luxemburgi
50. Macedón
51. Malgas
52. Maláj
53. Malajálam
54. Máltai
55. Maori
56. Maráthi
57. Hegyi mari
58. Mezei mari
59. Moksa
60. Mongol
61. Német
62. Nepáli
63. Norvég
64. Olasz
65. Orosz
66. Oszét
67. Örmény
68. Papiamento
69. Perzsa
70. Portugál
71. Pandzsábi
72. Román
73. Sindarin
74. Szingaléz
75. Skót gael
76. Spanyol
77. Szuhaéli
78. Svéd
79. Szebuano
80. Szerb
81. Szlovák
82. Szlovén
83. Szundanéz
84. Tagalog
85. Tádzsik
86. Tamil
87. Tatár
88. Telugu
89. Thai
90. Török
91. Tuvai
92. Udmurt
93. Ukrán
94. Urdu
95. Üzbég
96. Vietnámi
97. Velszi
98. Xhosza
99. Jakut
100. Jiddis
101. Zulu